# Битва при Родео-де-Чаконе
Битва при Родео-де-Чаконе (исп. Batalla de Rodeo de Chacón) состоялась в окрестностях аргентинского города Санта-Роса 28 марта 1831 года. Она произошла в период гражданской войны между унитаристами и федералистами. Сражение закончилось победой генерала Факундо Кироги, одного из самых способных и известных каудильо среди федералистов.

## Предыстория

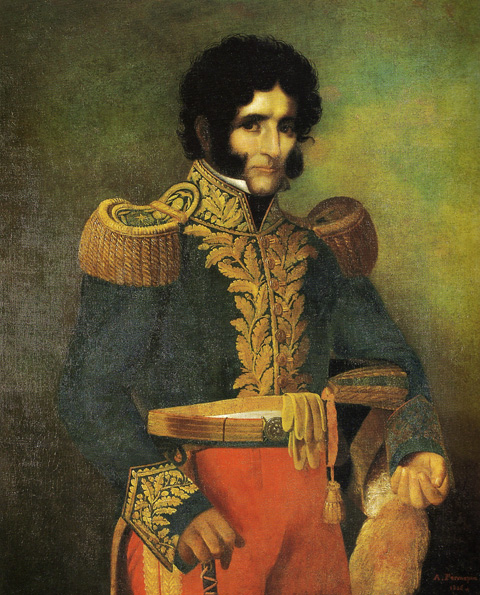
Факундо Кирога в 1836 году.

Гражданская война, начавшаяся с расстрела Мануэля Доррего по приказу Хуана Лавалье в Буэнос-Айресе, преимущественно велась на территории провинции Кордова, где состоялись сражения при Сан-Роке, Ла-Табладе и Онкативо. Во всех этих трёх битвах победу праздновал унитаристский генерал Хосе Мария Пас. Лидером же федералистов в последних двух сражениях был Хуан Факундо Кирога. Кирога решил больше не воевать, даже несмотря на просьбу губернатора Буэнос-Айреса Хуана Мануэля де Росаса. Но в конце 1830 года Кирога узнал о бесчинствах, совершённых против членов его семьи генералом Грегорио Араосом де Ламадридом, которого Кирога уже дважды разбивал на поле боя. Его мать в цепях прогнали по улицам Ла-Риохи, а жену и детей вынудили бежать в Чили. Их имущество было присвоено Ламадридом, который стоял во главе властей Ла-Риохи.
Таким образом Кирога решил вернуться к активным действиям. Он попросил Росаса попросить выделить под его начало любую группу мужчин, и ему дали 450 заключённых и бездомных, которых он перевёз в Пергамино (Буэнос-Айрес), где обучал в качестве солдат. Затем он продвинулся на юг провинции Кордова. По пути он присоединял к своему войску солдат, дезертировавших из унитаристской армии в битве при Фрайле-Муэрто, в которой победу одержали силы генерала Буэнос-Айреса Анхеля Пачеко. С этими войском  Кирога после нескольких дней осады занял город Рио-Куарто. С усиленной армией он далее вторгся в провинцию Сан-Луис, где победил полковника Хуана Паскуаля Принглеса, убитого в бою у реки Кинто .

## Битва
Следующей целью занявшего Сан-Луис Кироги стал губернатор провинции Мендоса Хосе Видела Кастильо. Быстрое продвижение Кироги вынудило его принять бой, прежде чем он смог должным образом организовать свои силы. Вскоре после того, как Кирога вторгся в Мендосу, две армии сошлись 22 января 1831 года в местечке на холмах под названием Родео-де-Чакон, недалеко от реки Тунуян. Армией Виделы Кастильо из 1500 человек командовали полковники Лоренсо Баркала, Индалесио Шено и Хосе Арести. Федералистской армией командовал Кирога, восседавший во время битвы на задней части телеги, так как он не мог двигаться из-за мучившего его ревматизма. Его подразделениями командовали полковники Пруденсио Торрес, Хосе Руис Уидобро, Панталеон Арганьярас и Хуан де Диос Варгас.
В начале битвы Торрес позвал солдат, сражавшихся под его началом в кампаниях Лавалье и находившихся под командованием Шено. С ними обошлись слишком жестоко, поэтому они просто покинули поле боя. Сражение длилось всего несколько минут после того, как Кирога начал кавалерийскую атаку на ряды унитаристов, которые были разорваны из-за дезертирства полка Шено.

## Последствия
Лидеры унитаристов бежали в Кордову, где Видела Кастильо был произведён в генералы. Через несколько дней генерал Пас был взят в плен федералистами, а Ламадрид отступил с унитаристской армией в Сан-Мигель-де-Тукуман. Кирога без сопротивления захватил Мендосу и Сан-Луис, в то время как его офицеры почти так же мирно вернули под свой контроль Ла-Риоху и Сан-Хуан. Оттуда несколько месяцев спустя Кирога двинулся к Тукуману с новой армией из 2000 человек, которая в итоге победила Ламадрида в битве за Цитадель. На этом гражданская война прекратилась на несколько лет, и вся Аргентина впервые оказалась под контролем федералистов.

## Комментарии
1. ↑  Возможно силы унитаристов составляли от 1500[5] до 2000 человек[1]